# 28e sessie van de Commissie voor het Werelderfgoed

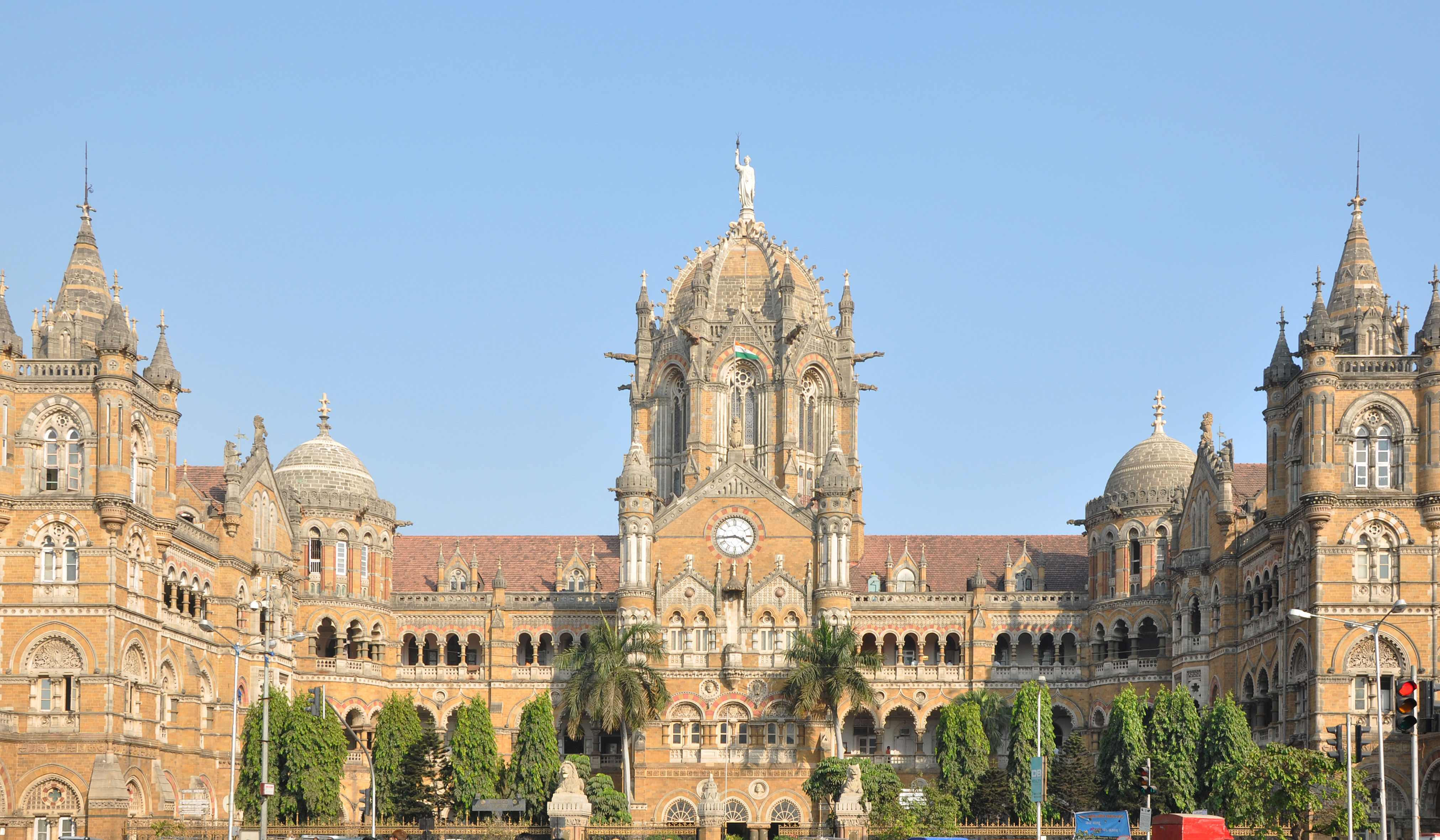
Chhatrapati Shivaji Terminus in India

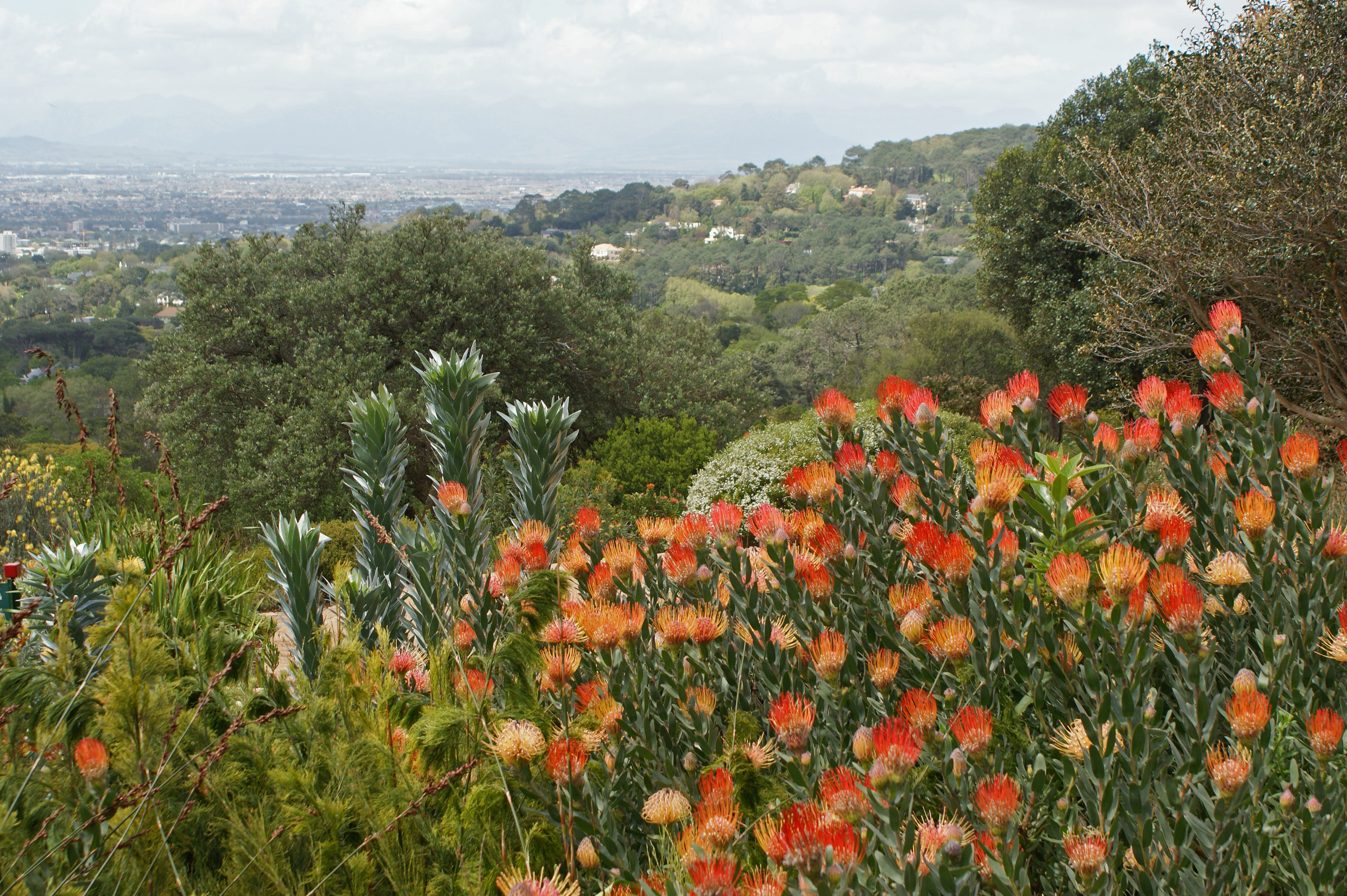
Beschermde gebieden van de Floraregio van de Kaap in Zuid-Afrika

De 28e sessie van de Commissie voor het Werelderfgoed vond van 28 juni tot 7 juli 2004 plaats in Suzhou in China. Er werden 34 nieuwe locaties aan de Werelderfgoedlijst toegevoegd en één werd er op de rode lijst geplaatst. Het totale aantal inschrijvingen komt hiermee op 788 (611 cultureel, 154 natuurlijk en 23 gemengde).

## Nieuw erkend werelderfgoed

### Cultuurerfgoed
- Andorra: Madriu-Claror-Perafitavallei (uitgebreid in 2006)
- Australië: Royal Exhibition Building en Carlton Gardens
- Duitsland: Stadhuis en Rolandstandbeeld van Bremen
- Duitsland: Dresden Elbevallei (werd in 2009 terug ingetrokken)
- Duitsland / Polen: Muskauer Park / Park Muzakowski
- IJsland: Nationaal park Þingvellir
- India: Archeologisch park Champaner-Pavagadh
- India: Chhatrapati Shivaji Terminus (voormalig Victoria Station)
- Iran: Bam en zijn cultuurlandschap (uitgebreid in 2007)
- Italië: Etruskische begraafplaatsen van Cerveteri en Tarquinia.
- Italië: Val d'Orcia
- Japan: Heilige plaatsen en pelgrimsroute in het Kii-gebergte
- Jordanië: Um er-Rasas (Kastrom Mefa'a)
- Kazachstan: Rotsgraveringen in het archeologisch landschap van Tamgaly
- Litouwen: Archeologisch Kernavė (Cultuurreservaat van Kernavė)
- Mali: Tombe van Askia
- Marokko: Portugese stad Mazagan (El Jadida)
- Mexico: Luis Barragán-huis en studio
- Mongolië: Cultuurlandschap van de Orhonvallei
- Noord-Korea: Complex van Koguryo-graven
- Noorwegen: Vega-archipel
- Portugal: Landschap van de wijncultuur op het eiland Pico
- Rusland: Ensemble van het Novodevitsji-klooster
- Servië: Middeleeuwse monumenten in Kosovo (uitgebreid in 2006)
- Togo: Koutammakou, het land van de Batammariba
- Verenigd Koninkrijk: Maritieme handelsstad Liverpool
- China: Hoofdsteden en graven van het oude koninkrijk Koguryo
- Zweden: Radiostation Varberg

### Natuurerfgoed
- Denemarken: IJsfjord van Ilulissat (Groenland)
- Indonesië: Tropisch regenwoud van Sumatra
- Rusland: Natuurlijk systeem van het Wrangel-eiland reservaat
- Saint Lucia: Pitons managementgebied
- Zuid-Afrika: Beschermde gebieden van de Floraregio van de Kaap